# Floure
Floure (okzitanisch Flora) ist eine französische Gemeinde mit 427 Einwohnern (Stand 1. Januar 2022) im Département Aude in der Region Okzitanien. Sie gehört zum Arrondissement Carcassonne und zum Kanton La Montagne d’Alaric.

## Lage
Die Gemeinde Floure liegt 13 Kilometer östlich von Carcassonne an der Aude, im Süden verläuft ihr Zufluss Bretonne. Nachbargemeinden von Floure sind Barbaira im Nordosten, Val-de-Dagne mit Pradelles-en-Val im Südosten, Monze im Süden und Fontiès-d’Aude im Westen.

## Bevölkerungsentwicklung
| Jahr      | 1962 | 1968 | 1975 | 1982 | 1990 | 1999 | 2018 |
| Einwohner | 178  | 138  | 137  | 260  | 255  | 318  | 407  |